# Felovia vae
Felovia vae (Lataste, 1886) è un roditore della famiglia dei Ctenodattilidi, unica specie del genere Felovia (Lataste, 1886), diffuso nell'Africa occidentale.

## Descrizione

### Dimensioni
Roditore di piccole dimensioni, con la lunghezza della testa e del corpo tra 169 e 190 mm, la lunghezza della coda tra 67 e 80 mm, la lunghezza del piede tra 31 e 37 mm, la lunghezza delle orecchie tra 14 e 17 mm e un peso di 185,8±8 g.

### Caratteristiche craniche e dentarie
Il cranio presenta un palato che si estende posteriormente oltre i denti masticatori, le cui linee alveolari convergono anteriormente. Gli incisivi superiori sono attraversati da un solco longitudinale.
Sono caratterizzati dalla seguente formula dentaria:

### Aspetto
L'aspetto è quello di una piccola cavia con una pelliccia molto densa e soffice. Le parti dorsali sono bruno-rossastre, mentre le parti ventrali sono più rossicce. La testa è larga e piatta. Le orecchie sono piccole ed appiattite sul capi, hanno un ciuffo di peli biancastri alla base. Gli arti sono brevi, ogni zampa è munita di quattro dita. Quelle dei piedi sono sormontate da setole disposte a pettine. La coda è corta, ma in rapporto più lunga rispetto agli altri gundi. Questa viene ripiegata all'indietro sulla groppa quando l'animale  è a riposo. Le femmine hanno due paia di mammelle pettorali. Il numero cromosomico è 2n=36.

## Biologia

### Comportamento
È una specie rupicola che vive in gruppi famigliari vicini tra loro. Sono abbastanza rumorosi e in situazioni d'allarme emettono richiami acuti. Occupa gli stessi rifugi per molto tempo. Nel 1972 erano ancora presenti nelle stesse zone dove le osservò Lataste nel 1885.

### Alimentazione
Si nutre di parti vegetali. Durante le stagioni secche mangia foglie di arbusti leguminosi, erba secca e semi.

### Riproduzione
Danno alla luce un piccolo alla volta tra metà dicembre e gennaio. 

## Distribuzione e habitat
Questa specie è diffusa nell'Africa occidentale, nelle regioni di Tagant e Adrar in Mauritania e nell'alto corso del fiume Senegal, nel Mali nord-occidentale. Probabilmente è presente anche in Senegal.
Vive in ambienti semi-desertici con pochi alberi, tra le fessure di antiche colline sabbiose e in arbusteti. In Mauritania è stato osservato in oasi lungo le sponde rocciose di uidian, su i versanti rocciosi montani, lungo i margini di hamada e in guelta, dove possono bere acqua fresca.

## Conservazione
La IUCN Red List, considerato che ci sono poche informazioni recenti circa l'areale, la popolazione e le eventuali minacce, classifica F.vae come specie con dati insufficienti (DD).